# Amina Abdellatif
Amina Abdellatif, née le 6 mars 1973, est une judokate française.

## Carrière
Amina Abdellatif est sacrée championne de France de judo des moins de 70 kg en 2001 et en 2002.
Elle est médaillée de bronze des moins de 70 kg aux Jeux méditerranéens de 2001 et aux Championnats d'Europe de judo 2002.
Elle remporte également la médaille d'or aux Championnats d'Europe par équipes de judo en 1997, 1998, 2002 et 2004.